# Hebe biggarii
Hebe biggarii é uma espécie de planta do gênero Hebe.